# Offentlig kunst i Botanisk Have
Dette er en liste over offentlig kunst i Botanisk Have i København.
| Billede | Titel / individ mindet     | Billedhugger          | Skabt             | Opstillet | Kilde |
| ------- | -------------------------- | --------------------- | ----------------- | --------- | ----- |
|         | Artemis                    | Ukendt                | 300-tallet        |           | Kilde |
|         | Artemis med hinden         | Praxiteles            | 300-tallet        |           |       |
|         | Lemnian Athena             | Fidias                | Ca.440 f.v.t.     | 1912      |       |
|         | Athena og Marsyas          | Myron                 |                   |           |       |
|         | Discobolus (diskokasteren) | Myron                 | 500-tallet f.v.t. |           |       |
|         | Narkissos                  | Ukendt                | 400-tallet f.v.t. |           |       |
|         | Hermes binder sin sandal   | Lysippos              | 300-tallet f.v.t. |           |       |
|         | Såret amazone              | Th. Stein             | Ca. 430 f.v.t.    |           |       |
|         | Tubalkain                  | Vilhelm Bissen        | 1881              | 1892      |       |
|         | Tycho Brahe                | Herman Wilhelm Bissen |                   | 1886      |       |